# Tetracanthella strenzkei
Tetracanthella strenzkei är en urinsektsart som beskrevs av Hermann Gisin 1949. Tetracanthella strenzkei ingår i släktet Tetracanthella och familjen Isotomidae. Arten är reproducerande i Sverige. Inga underarter finns listade i Catalogue of Life.